# Chotiněves
Chotiněves (en allemand : Kuttendorf) est une commune du district de Litoměřice, dans la région d'Ústí nad Labem, en Tchéquie. Sa population s'élevait à 218 habitants en 2021.

## Géographie
Chotiněves se trouve à 11 km à l'est de Litoměřice, à 21 km au sud-est d'Ústí nad Labem et à 55 km au nord-nord-ouest de Prague.
La commune est limitée par Liběšice au nord, par Drahobuz à l'est, par Polepy au sud et au sud-ouest, et par Horní Řepčice à l'ouest.

## Administration
La commune se compose de deux quartiers :
- Chotiněves
- Jištěrpy

## Galerie

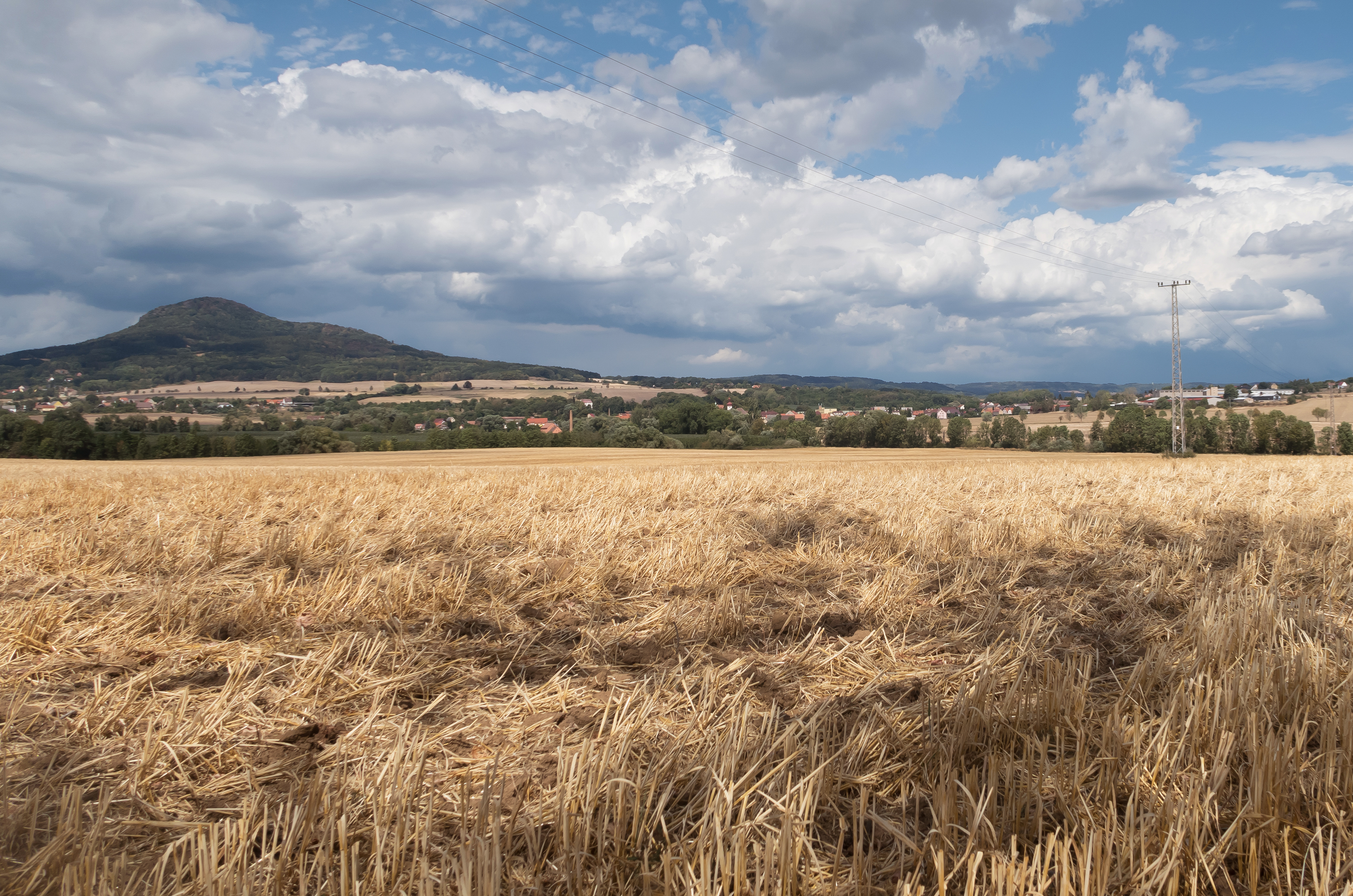
Environs de Chotiněves : panorama.
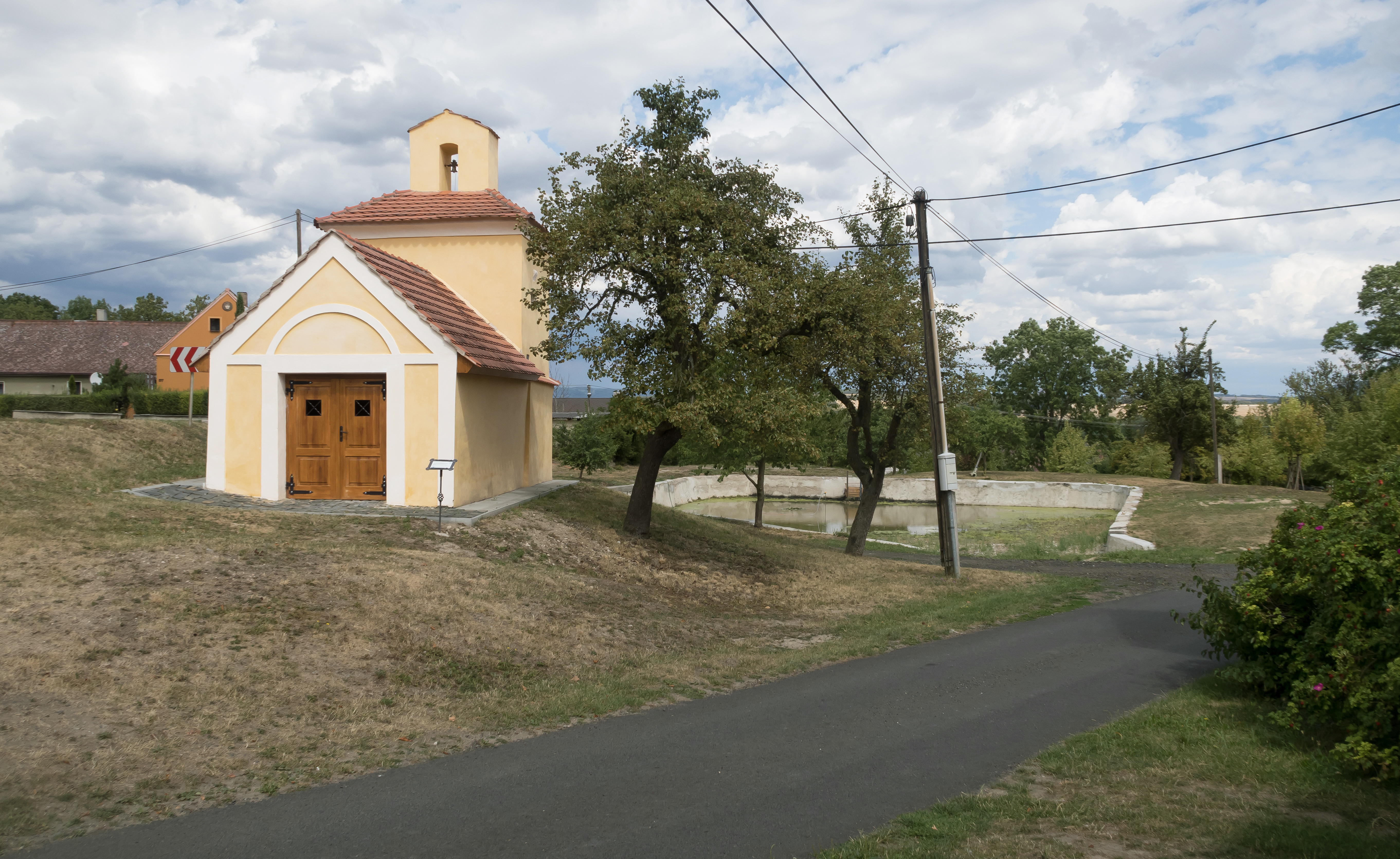
Jištěrpy : la chapelle.

## Histoire
La première mention écrite de Chotiněves remonte à 1323.

## Transports
Par la route, Chotiměř se trouve à 12 km de Litoměřice, à 30 km d'Ústí nad Labem et à 74 km de Prague.